# Државни савјетник правде 1. класе
Државни савјетник правде 1. класе (рус. Государственный советник юстиции 1 класса) је други по рангу чин у органима Тужилаштва СССР-а (1943—1991) и Тужилаштва Руске Федерације, а од 1991. и у органима правде Руске Федерације (1991—2007).
У органима Тужилаштва чин је установљен указом Президијума Врховног совјета СССР-а од 16. септембра 1943. »О установљавању класних чинова за тужилачко-истражне раднике органа тужилаштва« и додељивао се указима Президијума Врховног совјета СССР-а оним лицима, који су били на дужности замјеника генералног тужиоца СССР-а. У Руској Федерацији чин се додјељује указима предсједника Руске Федерације оним лицима, који су на дужности замјеника генералног тужиоца Руске Федерације, а од 1. августа 2007. и лицима који су на дужности замјеника предсједника Истражног комитета при Тужилаштву Руске Федерације.
У органима правде чин је установљен уредбом Президијума Врховног совјета РСФСР 1. јула 1991. бр. 1506-I »О установљавању класних чинова за раднике органа правде и државног нотаријата РСФСР« и додељивао се указима предсједника Руске Федерације оним лицима, који су били на дужности замјеника министра правде Руске Федерације, замјеника генералног директора Судског департмана при Врховном суду Руске Федерације и др. У органима правде чин је укинут указом предсједника Руске Федерације од 19. новембра 2007. »О поретку присвајања и задржавања класних чинова правде лицима, која врше државне дужности Руске Федерације и дужности федералне државне грађанске службе, и установљавању мјесечних примања федералним државним грађанским службеницима у складу са додијељеним класним чином правде«. Уместо њега је уведен чин »активни државни савјетник правде Руске Федерације 1. класе«.
Истим указом је установљено да се класни чин државног савјетника правде 1. класе који се раније присвајао лицима који врше дужности федералне државне грађанске службе у Министарству правде Руске Федерације, федералној служби судских пристава, федералној регистрационој службе, федералној служби извршавања наруџби, у апаратима федералних судова, Судском департману при Врховном суду Руске Федерације, сматра за класни чин активног државног савјетника правде Руске Федерације 1. класе, а класни чин државног савјетника правде 1. класе, који се раније присвајао лицима која су вршила дужности федералне државне грађанске службе, а нису се присвајали класни чинови правде, сматра се за класни чин активног државног савјетника Руске Федерације 1. класе.
У правним односима државни савјетник правде 1. класе - то су два различита чина у системима органа Тужилаштва и правде, тако да при преласку руководећих радника из органа правде у Генерално тужилаштво или обрнуто, чин се присваја поново. На примјер, Е. Л. Забарчуку тај чин је присвојен 2001 (као замјенику министра правде Руске Федерације), и 2006. (као замјенику генералног тужиоца Руске Федерације).
Виши чин од државног савјетника правде 1. класе у органима Тужилаштва је активни државни савјетник правде, а у органима правде до 2007. је државни савјетник правде Руске Федерације.
У неким државама Заједнице независних држава (после распада СССР-а) државни савјетник правде 1. класе је највиши (примјер — Бјелорусија) или други по рангу (примјер - Украјина) класни чин у органима Тужилаштва.
- Изузетак за додјељивање чинова чине замјеници генералног тужиоца Руске Федерацији — главни војни тужиоци, којим се присваја војничко звање генерал-пуковник правде.

## Извор
- Табела рангова Руске Федерације (језик: руски)